# Mercedes Ruiz Moreno
Mercedes Ruiz Moreno [también como Ruiz-Moreno] (Camas, c. 1944) es una médica pediatra, investigadora y profesora universitaria española, destacada por sus trabajos sobre el tratamiento de la hepatitis en los niños.

## Biografía
Licenciada en Medicina por la Universidad Complutense de Madrid (1968), se especializó en pediatría en la misma universidad y en el aparato digestivo en la Autónoma madrileña (UAM). Alcanzó el doctorado en Medicina y Cirugía también por la UAM, donde comenzó a trabajar como profesora asociada en 1978, obteniendo la titularidad en el Departamento de Pediatría en 1990. Es investigadora titular de la Fundación Jiménez Díaz, subdirectora de docencia y directora, desde 2008, de la Cátedra de Medicina genómica 'UAM-Fundación Jiménez Díaz'. Su campo de trabajo se ha centrado en el ámbito de la nutrición y la hepatología en relación con la medicina pediátrica. Autora de más de cien artículos científicos en revistas y publicaciones especializadas y una treintena de capítulos en obras colectivas, miembro de una decena de sociedades científicas nacionales e internacionales, sus aportaciones al «tratamiento y en la prevención de enfermedades hepáticas en los niños» le valieron ser galardonada en 1996 con el Premio Rey Jaime I a la Investigación Médica que otorga la Generalidad Valenciana.